# La Grande B!
La Grande B! (The Mighty B!) è una serie televisiva animata andata in onda su Nickelodeon negli Stati Uniti dal 2008 al 2011, per 40 episodi in due stagioni. In Italia è andata in onda su Nickelodeon da novembre 2009. 
La serie è stata ideata dall'attrice e comica Amy Poehler, insieme a Cynthia True e Erik Wiese.
La serie è stata nominata tra il 2009 e il 2010 a sei Annie Awards e quattro Daytime Emmy Awards (vincendone uno nel 2009).

## Trama
Bessie Higgenbottom è un'ambiziosa ragazza scout del gruppo delle Honeybee che crede di trasformarsi come la supereroina La Grande B se raccoglierà tutti i distintivi Honeybee. Bessie vive a San Francisco con la madre single Hilary (proprietaria di un caffè), il fratello Ben (il quale aspira a diventare la spalla di Bessie) e il cane Happy.

## Episodi
| Stagione         | Episodi | Prima TV USA | Prima TV Italia |
| ---------------- | ------- | ------------ | --------------- |
| Prima stagione   | 20      | 2008-2009    | 2009            |
| Seconda stagione | 20      | 2009-2011    | 2010-2012       |

## Personaggi e doppiatori
| Personaggio                 | Doppiatore inglese | Doppiatore italiano |
| --------------------------- | ------------------ | ------------------- |
| Bessie Higgenbottom         | Amy Poehler        | Cinzia Massironi    |
| Benjamin "Ben" Higgenbottom | Andy Richter       | Patrizia Scianca    |
| Happy W. Higgenbottom       | Dee Bradley Baker  | Paolo De Santis     |
| Hilary Higgenbottom         | Megan Cavanagh     | Lorella De Luca     |
| Portia Gibbons              | Grey DeLisle       | Lara Parmiani       |
| Penny                       | Dannah Feinglass   | Jasmine Laurenti    |
| Gwen                        | Jessica DiCicco    | Debora Magnaghi     |
| Mary Frances Gibbons        | Sarah Thyre        | Stefania Patruno    |